# Alpheoidea
Super-famille
Alpheoidea est une super-famille de crevettes.

## Liste des familles
| Selon World Register of Marine Species (11 mars 2017) : - famille Alpheidae Rafinesque, 1815 -- 47 genres - famille Barbouriidae Christoffersen, 1987 -- 3 genres - famille Bythocarididae Christoffersen, 1987 -- 4 genres - famille Hippolytidae Spence Bate, 1888 -- 42 genres - famille Lysmatidae Dana, 1852 -- 5 genres - famille MerguiidaeChristoffersen, 1987 -- 1 genre - famille Ogyrididae Holthuis, 1955b -- 1 genre - famille Thoridae Kingsley, 1879 -- 8 genres | Selon Catalogue of Life (11 mars 2017) - famille Alpheidae - famille Hippolytidae - famille Ogyrididae |

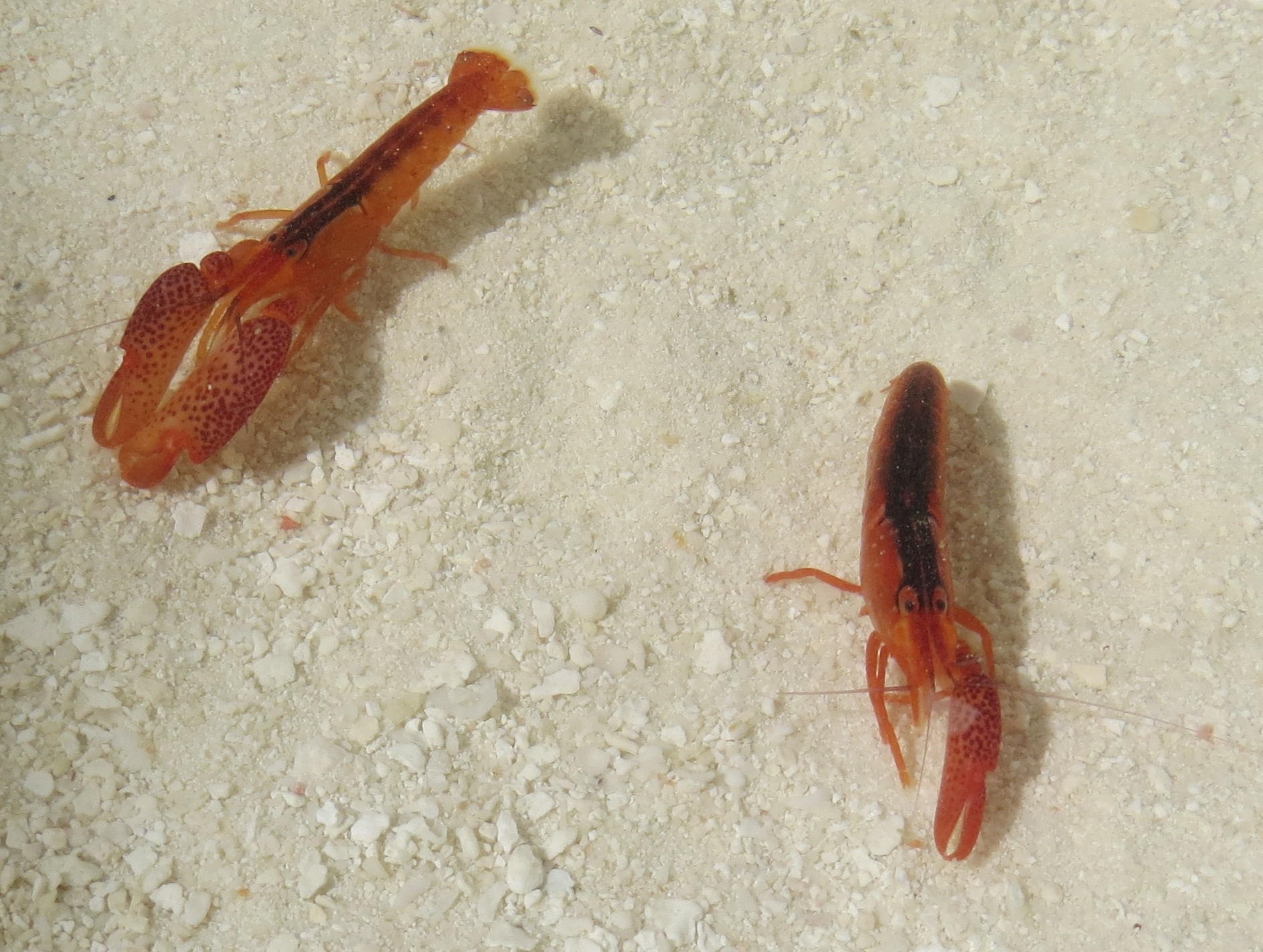
Alpheus lottini (Alpheidae)
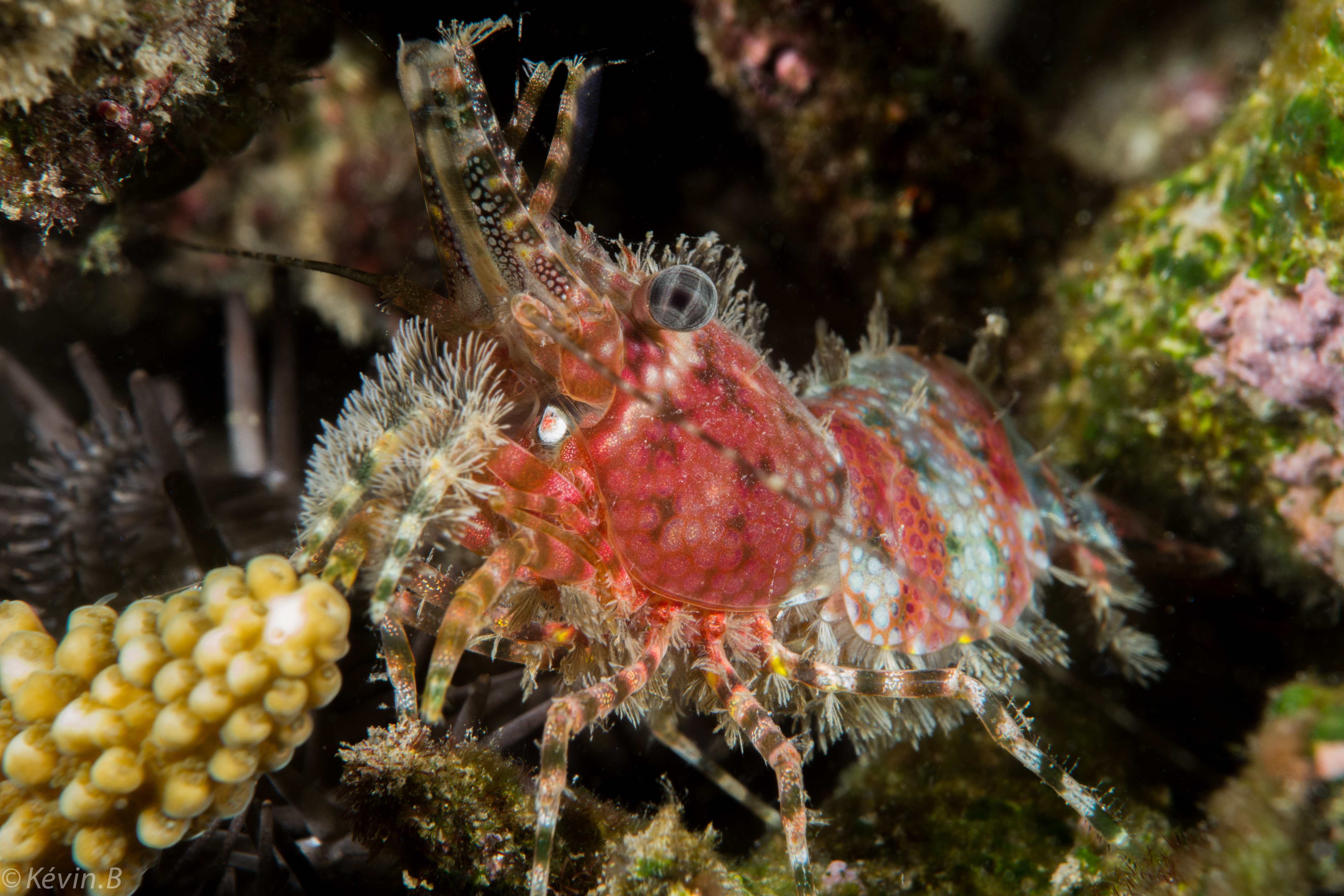
Saron marmoratus (Hippolytidae)